# Brachymeria terribilis
Brachymeria terribilis is een vliesvleugelig insect uit de familie bronswespen (Chalcididae). De wetenschappelijke naam is voor het eerst geldig gepubliceerd in 1918 door Brues.